# 大郷町住民バス

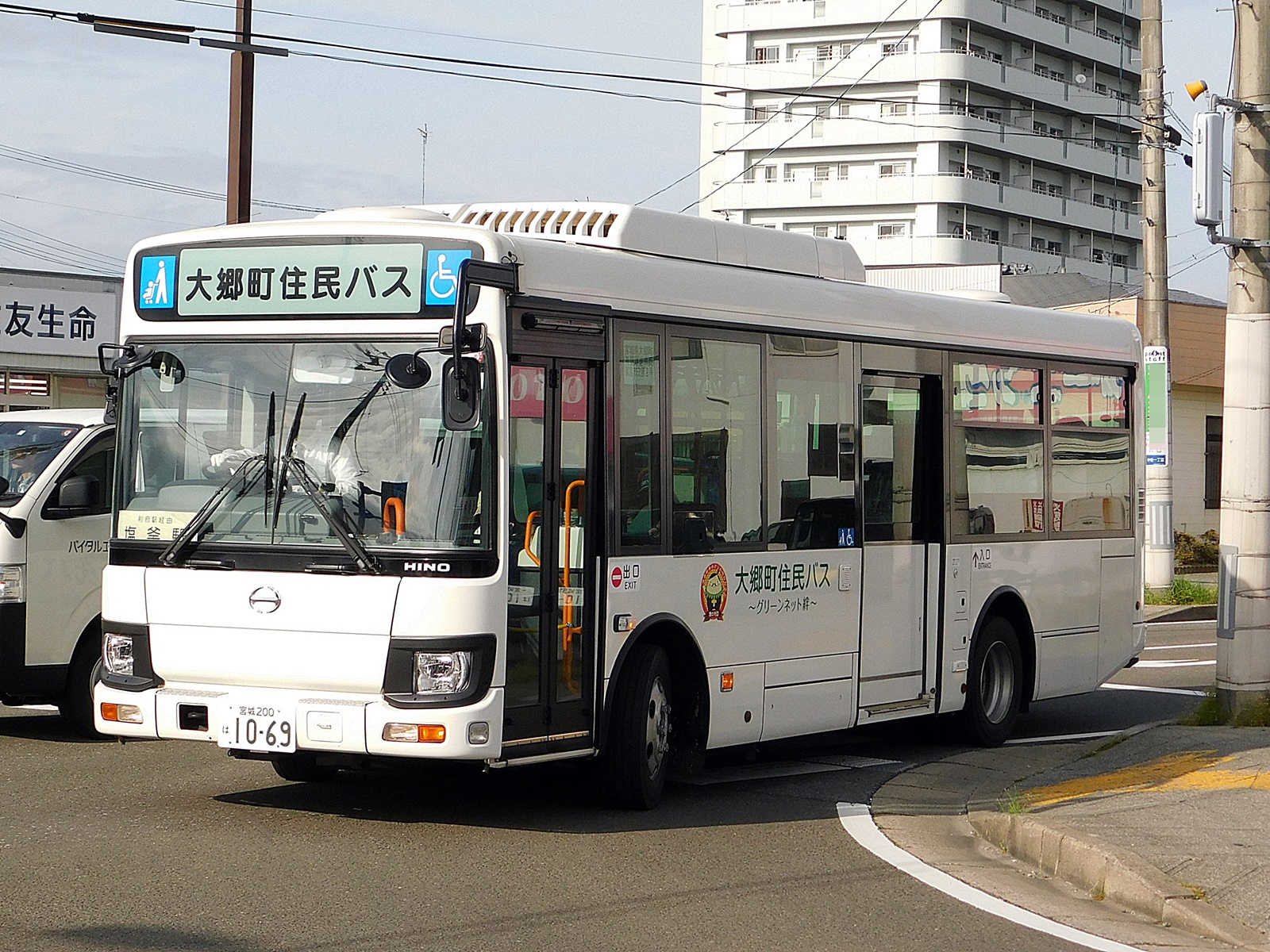
大郷町住民バスの車両

大郷町住民バス（おおさとちょうじゅうみんバス）は、宮城県黒川郡大郷町にて運行しているコミュニティバスである。「グリーンネット絆」という愛称が付けられている。
運行形態は、自家用自動車（白ナンバー車）による有償運送で、運行開始から長らくの間、指定管理者（運転・車両管理業務）として第三セクターのおおさと地域振興公社に委任していた。本項では同社についても取り扱う。2015年（平成27年）4月より指定管理者がアスカ観光バスに変更になっている。

## 概要
- 利用1回大郷町内区間のみ200円、町外区間300円。小・中学生および高齢者は半額、未就学児、身障者は無料。
- 物産館、田布施で他路線へ乗継可能（車内で「乗継証」を発行）。
- 大郷町役場来庁者は、役場にて来庁証明を発行することにより、帰りの便が無料になるサービスがある。
- 回数券は、100円券11枚綴り1,000円と、150円券11枚綴り1,500円とがある。
- 定期券は、「普通定期券」、「通学定期券」（高校生用と中学生用）があり、いずれも1ヶ月、3ヶ月、6ヶ月分がある。町外区間でも発行可能。
- 土曜・日曜・祝日及び年末年始（12/29 - 1/3）、お盆（8/14 - 16）は運休。

## 沿革
- 2000年（平成12年）7月1日 - 運行開始。
  - 当時は第1・3・5土曜日も運行していた。
- 2014年（平成26年）4月 - 土日の試験運行を実施。利用者少のため同年9月を以って中止。
- 2015年（平成27年）4月 - 指定管理者をアスカ観光バスに変更[1]。
- 2023年（令和5年）6月26日 - 利用者130万人を達成[2]。

## 路線
8路線がある。 2路線通しで運行されることも多く、以下に示す路線名称と実際の運転系統が一致しない。例えば、松島町役場 - 物産館 - 大和町バスターミナルや、塩釜駅 - 物産館 - 成田川といった系統が運行されている。実際の運行系統については {{PDFlink時刻表}}を参照されたい。
- 物産館および田布施では基本的に他路線と接続をとるダイヤになっている。

不来内経由松島線
- 物産館 - 大郷町役場 - 稲荷下 - 天神社前 - 味明 - 山崎分館 - 不来内分館 - 森屋敷 - 田布施 - 愛宕駅 - 高城町 - 松島町役場
  - 運行開始当初は終点が愛宕駅（一部便が町境の安戸折り返し）であったがその後高城町へと延伸された。
  - 松島町役場の仮庁舎移転に伴い、2014年（平成26年）8月より終点を松島町役場に変更[3]。JR東北本線松島駅へのアクセスが以前より便利になった。

黒川病院線
- 物産館 - 土橋 - 黒川高校 - 黒川病院 - 大和町バスターミナル
  - 大和町バスターミナル供用開始に伴い、終点を同所に変更。宮城交通路線バス、ミヤコーバス高速バス、大和町住民バス、大衡村万葉バスと乗換が可能。

利府塩釜線
- 物産館 - 大郷町民体育館 - 東成田中央 - 利府高校 - 利府駅 - 塩釜駅

粕川大松沢線
- 物産館 - 大郷町役場 - 中粕川分館 - 木ノ崎分館 - 法堂 - 大松沢社会教育センター - 上村分館 - 成田川

鹿島台線
- 大崎市民病院鹿島台分院 - 鹿島台駅 - 法堂 - 大松沢社会教育センター - 上村分館 - 成田川
  - 火曜・金曜のみの運行。

川内経由松島線
- 物産館 - 中村 - 大郷町民体育館 - 川内分館 - 田布施 - 愛宕駅 - 高城町 - 松島町役場

山崎経由松島線
- 物産館 - 大郷町役場 - 稲荷下 - 山崎分館 - 味明 - 森屋敷 - 田布施 - 愛宕駅 - 高城町 - 松島町役場

大松沢中村線
- 物産館 - 大郷町役場 - 中粕川分館 - 木ノ崎分館 - 成田川 - 大松沢社会教育センター
  - 旧路線名は大松沢公民館線。終点大松沢公民館が大松沢社会教育センターに変更。

## 車両
日野・レインボー、日野・リエッセ2台、三菱ふそう・ローザ、三菱ふそう・エアロバスMM、トヨタ・コースターが使用されている。
- 運行開始時は下画像のリエッセ2台のみであった。ローザ・エアロバスについてはその後、町公用車より用途変更された。
- リエッセ2台は2008年に代替が行われ、現在はLED表示器を装備したリエッセが使用されている。

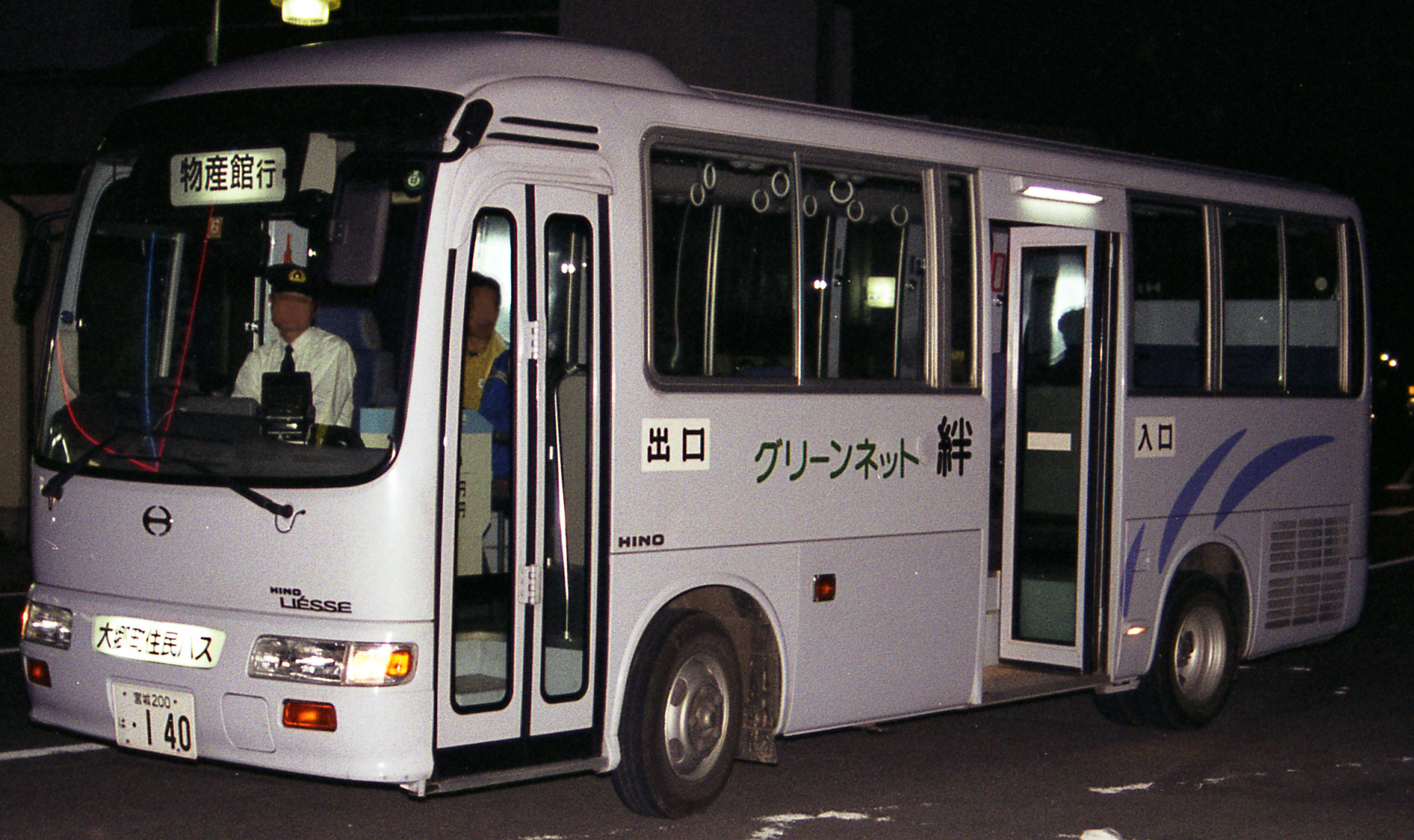
2001年当時の車両（リエッセ）

- 車両検査時等は、当時の指定管理者であったおおさと地域振興公社所有の緑ナンバー車日野・メルファが使用されることもあった。
  - 現在同社は貸切バス事業を廃業しているため、緑ナンバー車両は存在しない。
  - また、自治体所有の自家用自動車による有償運送では本来、車両検査時等の代替車両は自治体側で準備する必要があり、他自治体で同様に受託事業者が緑ナンバー車両で代替車両運行を行っていた例が全て是正されたため、今後緑ナンバー車両での検査時等代替運行は見ることはできない。

## おおさと地域振興公社
株式会社おおさと地域振興公社（おおさとちいきしんこうこうしゃ）は、大郷町が70％出資する第三セクターの企業である。
- 所在地 - 宮城県黒川郡大郷町中村字北浦51-6
- 代表取締役 - 基本的に大郷町長が兼務
- 業務内容 - 大郷町関係の業務受託など
  - 道の駅おおさとの管理運営
  - 競艇場外発売所「ボートピア大郷」の管理運営
  - 東京シティ競馬専用場外発売所「offt大郷」の管理運営
  - 「パストラル縁の郷」など町施設の管理運営
  - 川内工業団地の開発、管理運営
  - 清酒「郷の絆」の販売（製造は一の蔵）
  - その他
- 過去に行っていた業務
  - 大郷町住民バスの指定管理者（車両運転および管理業務） - 平成27年4月よりアスカ観光バスに受託者変更。
  - 貸切バス事業（緑ナンバー車日野・メルファ4両所有）
    - 自社で運営しているボートピア大郷・offt大郷の送迎バスがメインであった